# Grindu (Tulcea)
Grindu é uma comuna romena localizada no distrito de Tulcea, na região de Dobruja. A comuna possui uma área de 117.49 km² e sua população era de 1544 habitantes segundo o censo de 2007.